# Josh (film, 2000)

Josh est un film  indien réalisé par Mansoor Khan avec Shahrukh Khan, Aishwarya Rai et Boman Irani sorti en 2000 en Inde. Le titre peut se traduire par "Frénésie". Les chansons sont composées par Anu Malik et Anjan Biswas, écrites par Nitin Raikwar et chorégraphiées par Farah Khan et Raju Khan.

## Synopsis
Petite ville proche de Goa, Vasco est coupée en deux ; d'une part le territoire chrétien des « Eagles » menés par Max et de l'autre celui des « Bichoo », le gang hindou de Prakash. Les deux bandes s'affrontent constamment sans véritables raisons. 
Revenant de Bombay et complètement étranger à ce conflit, Rahul, le jeune frère de Prakash, tombe amoureux de Shirley, la ravissante sœur jumelle de Max. D'abord indifférente et même railleuse, la jeune femme se laisse progressivement conquérir par la générosité et la sincérité de Rahul. Loin d'apaiser les tensions, cet amour "interdit" exacerbe d'autant plus les haines que viennent s'y ajouter de dramatiques histoires d'héritage et de filiation.

## Fiche technique
- Titre : Josh
- Titre hindi : जोश
- Titre ourdou :  جوش
- Réalisation : Mansoor Khan
- Scénario : Mansoor Khan, Neeraj Vora
- Dialogues : Aatish Kapadia, Nidhi Tuli, Neeraj Vora
- Musique : Anu Malik, Anjan Biswas
- Paroles : Nitin Raikwar
- Chorégraphie : Farah Khan, Raju Khan
- Photographie : K.V. Anand
- Direction artistique : Nitin Chandrakant Desai
- Pays :  Inde
- Durée : 162 minutes
- Date de sortie :

 Inde : 9 juin 2000

## Distribution
- Shahrukh Khan : Max
- Aishwarya Rai : Shirley
- Chandrachur Singh : Rahul
- Sharad S. Kapoor : Prakash
- Boman Irani : D'Mello
- Priya Gill : Rosanne
- Sharat Saxena : L'inspecteur de police
- Vivek Vaswani : Savio
- Suhas Joshi : La mère de Rahul
- Nadira : Mme. Louise

## Musique
Le film comporte six chansons composées par Anu Malik et Anjan Biswas, écrites par Nitin Raikwar et chorégraphiées par Farah Khan et Raju Khan. C'est un des rares films où Shahrukh Khan s'est essayé à chanter.
- Apun Bola interprétée par Shahrukh Khan et Hema Sardesai
- Hai Mera Dil interprétée par Udit Narayan et Alka Yagnik
- Hum To Dil Se Haare interprétée par Udit Narayan et Alka Yagnik
- Mere Khayalon Ki interprétée par Abhijeet
- Sailaru Sailaru interprétée par Mano (en)
- Zinda Hai Hum To interprétée par Abhijeet, Jolly Mukherjee et Hema Sardesai

## Production
À l'origine, Mansoor Khan souhaitait que le rôle de Rahul soit tenu par son cousin Aamir Khan.

## Récompenses
- International Indian Film Academy Awards (IIFA) 2001

Prix de la Meilleure direction artistique : Nitin Chandrakant Desai
- Screen Weekly Awards 2001

Prix de la Meilleure direction artistique : Nitin Chandrakant Desai